# Rite Time
Rite Time è il dodicesimo e ultimo album in studio del gruppo musicale tedesco Can, pubblicato nel 1989.

## Tracce
1. On the Beautiful Side of a Romance – 7:27
2. The Withoutlaw Man – 4:18
3. Below This Level (Patient's Song) – 3:44
4. Movin' Right Along – 3:28
5. Like a New Child – 7:36
6. Hoolah Hoolah – 4:31
7. Give the Drummer Some – 6:47
8. In the Distance Lies the Future – 4:00

## Formazione
- Holger Czukay – basso, corno francese
- Michael Karoli – chitarra
- Jaki Liebezeit – batteria
- Irmin Schmidt – tastiera
- Malcolm Mooney – voce